# Petr Den
Petr Den, vlastním jménem Ladislav Radimský (3. dubna 1898, Kolín – 9. září 1970, New York) byl český právník, diplomat, esejista a publicista publikující převážně pod pseudonymem Petr Den. Některé publicistické příspěvky podepisoval také jako Vilém Kostka. Je znám především díky svým příspěvkům vysílaným v období komunistické totality exilovými stanicemi Hlas Ameriky a Rádio Svobodná Evropa.

## Život
Na Karlově univerzitě vystudoval práva. (Promoval v roce 1921) Poté studoval právo ještě v Paříži a v Haagu. V letech 1920-1948 byl zaměstnancem ministerstva zahraničních věcí. Pracoval na ČS vyslanectvích v Bukurešti, Berlíně, Ženevě a Bernu. Jako znalec národního hospodářství se zúčastnil mezinárodních konferencí a zasedání společnosti národů. Za druhé světové války odešel z diplomacie a na Ministerstvu zahraničních věcí pracoval v oddělení pro Společnost národů. Roku 1945 byl jmenován členem přípravné komise Organizace spojených národů. V roce 1946 pak odjel do New Yorku jako zplnomocněný ministr a zástupce stálého delegáta Československé republiky v OSN. Po komunistickém puči ukončil spolupráci s ministerstvem zahraničí a zůstal v USA jako emigrant. V roce 1963 spoluzakládal exilovou Československou společnost pro vědy a umění.
Vedle diplomatické aktivity byl velmi aktivní literárně. Pracoval jako redaktor několika nikoli nevýznamných exilových časopisů, mj. čtvrtletníku Proměny (časopis společnosti pro vědy a umění). Je autorem stovek nejrůznějších krátkých textů, které byly publikovány nejen prostřednictvím zmíněných exilových rozhlasových stanic, ale také časopisecky a knižně. Roku 1932 získal první cenu v literární soutěži Nakladatelství Melantrich. Již ve třicátých letech také vydal první publikace (Tvůrcem snadno a rychle, Melantrich 1933; Petr Den se vadí s českou literaturou, Melantrich 1934). Ještě o něco dříve však začal přispívat i do četných periodik (Lidové noviny, Přítomnost, Zahraniční politika, Naše Doba, Kvart, Listy pro umění a kritiku, Kritický měsíčník, aj). Po válce mu v Čechách vyšly knihy: Řeči ke gymnasistům, Česká grafická unie 1946 a Pětkrát Kolín, Aventinum 1947.
V exilu pak vydal více než deset publikací (Mexické divertimento, Sklizeň 1954; Době proti srsti, Edice Svědectví 1958; Evropan na Manhattanu, Sklizeň svobodné tvorby 1958; Radost ve Veselí, Křesťanská akademie 1960; Počítadlo, Universum Press 1961; Světélko jen malé, Křesťanská akademie 1963; Na táčkách s domovem, Sklizeň 1963; O kocourovi bez bot, Sklizeň svobodné tvorby 1970; Naší mládeži, Křesťanská akademie 1973) Pod vlastním jménem pak navíc vydal ještě politické eseje: Rub a líc našeho národního programu v atomovém věku, Křesťanská akademie 1959; Cesta k politickému poznání - pokus o nástin vědecké politiky, Křesťanská akademie 1966; Skloňuj své jméno, exulante! Pokus o pochopení bídy a slávy exilu, Křesťanská akademie 1967; Než bude pozdě! Pamflet na Sacharovo téma o nápravě věcí lidských, Naše hlasy 1969. Své úvahy, eseje, recenze, glosy atd. publikoval také v řadě exilových časopisů (Sklizeň, České slovo, Nový život, Naše hlasy, Zápisník, Texty, Hlas domova, Archa).
Tyto texty, stejně jako většina knih však dodnes čeká na nové vydání a zhodnocení odborné veřejnosti. Literární dílo Petra Dena je totiž dodnes i mezi badateli poměrně neznámé. Po roce 1989 u nás zatím v reedici vyšla v roce 1991 pouze kniha Světélko jen malé a roku 1997 kniha Pětkrát Kolín (pod názvem Město a s doprovodem fotografií Jaromíra Funkeho).
V roce 1992 mu byl udělen in memoriam Řád Tomáše Garrigua Masaryka.
V roce 2015 vyšel rozsáhlý soubor jeho korespondence s exilovým teologem Karlem Vránou (Promiňte tu čmáraninu. Korespondence Ladislava Radimského a Karla Vrány o exulatnství, literatuře, historii a filozofii, vyd. M. Přibáň, Praha : Libri prohibiti 2015, 537 s. ISBN 978-80-87656-09-9).